# 阪神浜田球場
阪神浜田球場（はんしんはまだきゅうじょう）は、かつて兵庫県尼崎市大庄川田町に存在した阪神電気鉄道（以下、阪神電鉄）所有の野球場。開設当初は主にプロ野球阪神タイガース二軍の練習および試合（ウエスタン・リーグ）に利用されていた。

## 概要
阪神タイガースの本拠地である、西宮市の阪神甲子園球場より東方約3.5kmに位置し、入口は国道2号に面している。
隣接地には阪神バスの本社および浜田車庫（尼崎営業所）と、自動車整備工場の阪急阪神エムテック尼崎工場といった同じ阪神グループの施設がある。かつてはボウリング場「ボウル阪神」（2013年1月27日営業終了）やファミリーレストラン等の飲食店も営業していた。

## 沿革

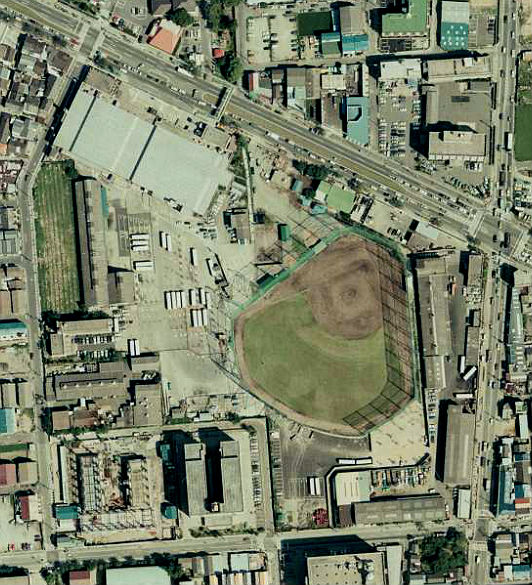
1979年開設当時の浜田球場　以前は阪神国道線の車庫であった。左は阪神バス浜田車庫。国土地理院 地図・空中写真閲覧サービスを基に作成

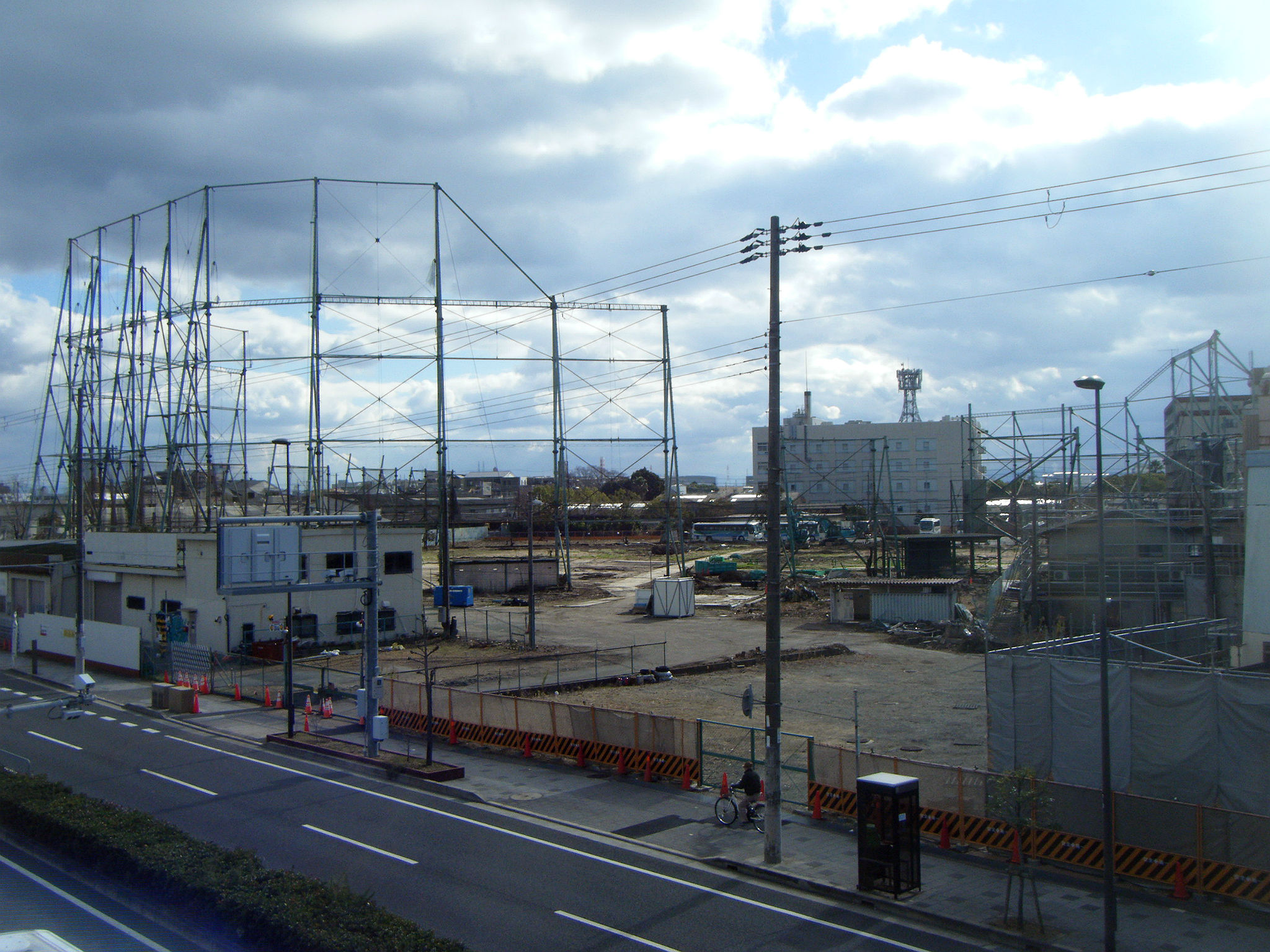
フェンス解体工事中の浜田球場（2016年12月30日）

本球場の場所はそれまで、阪神電鉄の路面電車（国道線・甲子園線）の車庫として使われていたが、1975年5月5日に国道線等の線路と共に廃止された。
廃止された車庫の跡地については当初、複数の大手スーパーからゼネコンを通じてショッピングセンター（SC）の開発計画が提案されたことを受けて、阪神電鉄でも詳細な市場調査をした結果「勝算あり」と判断していた。
しかし当時は大規模小売店舗法の規制が厳しく、新たなSCの建設には行政と地元に対する事前協議が必要だった。尼崎市に打診したところ、当時申請が出ていた「つかしん」の審査が決着するまでの数年間は新規の届け出は受け付けない、との回答だった。
そこで、当時阪神タイガースの球団社長を兼ねていた小津正次郎専務取締役の鶴の一声により、SC建設までの数年間、跡地を二軍の本拠地および練習場として使用することになり、1979年3月30日に本球場が竣工、使用開始された。
ただ、その後は施設の老朽化やグラウンドの狭隘化などのため、阪神甲子園球場南方約2.5kmの位置にある西宮市鳴尾浜に阪神鳴尾浜球場を建設することになり、同球場は1994年10月7日竣工、1995年に二軍本拠地を移転した。
移転後も球場自体は残され、地元の草野球・少年野球の愛好家に開放されていた。ただ、末期は老朽化のためボールカウンターランプは外された状態になっていた。
2016年をもって球場は閉鎖され、解体された。跡地には物販販売・飲食店舗が整備されることが公表され、のち家電量販店や飲食店などが営業を開始している。

## 交通

### 鉄道
- 阪神 尼崎センタープール前駅下車　徒歩約12分（北へ約1km）
- JR立花駅下車　徒歩約15分（南へ約1.2km）

### バス
- 阪神バス「尼崎浜田車庫前」バス停下車　徒歩すぐ
  - 阪神尼崎駅・甲子園駅・阪神西宮駅・宝塚駅などから運行
- 阪神バス（尼崎市内線[4]）「南警察署西分庁舎」バス停下車　徒歩すぐ
  - 上記尼崎センタープール前駅、立花駅から30番・60番利用（出屋敷駅からは50番があったが2021年7月の改編で廃止）